# Myrmica hellenica
Myrmica hellenica  (лат.) — вид мелких муравьёв рода Myrmica (подсемейство мирмицины). Название происходит от древнего именования Греции, откуда он был впервые описан.

## Распространение
Южная Европа: Греция, Болгария, Италия, Сербия, Словения, Хорватия, Закавказье, Крым, Иран, Малая Азия.

## Описание
Мелкие коричневые муравьи длиной около 5 мм с длинными шипиками заднегруди. Усики 12-члениковые (у самцов 13-члениковые). Скапус усиков самцов очень короткий. Стебелёк между грудкой и брюшком состоит из двух члеников: петиолюса и постпетиолюса (последний четко отделен от брюшка), жало развито, куколки голые (без кокона). Брюшко гладкое и блестящее. Брачный лёт самок и самцов происходит с июля по сентябрь.

## Систематика
Близок к видам Myrmica specioides и Myrmica constricta, включён в комплекс Myrmica rugulosa видовой группы Myrmica scabrinodis-group. Вид был впервые описан в 1931 году под первоначальным названием Myrmica rugulosa var. hellenica Finzi, 1926.